# Sunde (Oldendorf)
Sunde (plattdeutsch Sunn) ist eine Ortslage und Edelgut in der Gemeinde Oldendorf im niedersächsischen Landkreis Stade.

## Geographie und Verkehrsanbindung
Sunde liegt auf der Stader Geest an den Sunder Seen. Das Wasser aus dem Gebiet fließt über die Hosterbeck ab.
Nachbarorte sind Kuhla und Himmelpforten im Norden, Düdenbüttel im Nordwesten, Heinbockel und Hagenah im Südwesten, Oldendorf Siedlung im Südosten, die Timmerlade im Osten und Oldendorf im Nordosten.
Durch Sunde verläuft die Kreisstraße 72, die im Nordwesten nach Oldendorf zur Landesstraße 114 führt und im Südosten in die Kreisstraße 57 mündet. Die K 57 ist Zubringer zur Bundesstraße 73 in Düdenbüttel und zur Bundesstraße 74 in Hagenah.
Der nächste Bahnanschluss befindet sich 6 km entfernt in Himmelpforten an die Niederelbebahn.

## Geschichte
Sunde taucht erstmals 1500 im Vörder Register auf. Damals war Sunde Meiergut des Bremer Erzbischofs Johann III.
In der Schwedenzeit und der zweiten Hälfte des 17. Jahrhunderts hatte Daniel von Arentsschild den Hof als Lehn. 1705 wurde Christoph Daniel von Arentsschild als Besitzer von Sunde in die Ritterschaft des Herzogtums Bremen aufgenommen. So wurde der Hof zum Edelgut. Bis ins 18. Jahrhundert hinein blieb der Gutshof in Besitz der Familie von Arrentschild. Danach wechselte das Gut mehrfach seine Besitzer. 1847 erwarb die Familie Krull das Gut. Der letzte Verkauf fand 1907 statt, als Hermann Krull das Edelgut an Otto von Gruben auf Kuhla verkaufte.

### Verwaltungsgeschichte
Sunde gehört seit Gründung zu Oldendorf und war nie eine eigenständige Gemeinde.
Vor 1885 gehörte Sunde zur Börde Oldendorf im Amt Himmelpforten und nach 1885 zum Kreis Stade und seit 1932 zum Landkreis Stade.

#### Franzosenzeit
In der Franzosenzeit von 1810 bis 1814 gehörte Sunde zur Mairie Oldendorf im Kanton Himmelpforten. 1810/11 war Sunde Teil des Königreichs Westphalen, von 1811 bis 1814 gehörte Sunde unter Napoleon direkt dem Französischen Kaiserreich an.

### Gutsherren
- –1670: Daniel von Arentsschild
- –1721: Christoph Daniel von Arentsschild
- 1847–1852: Johann Gustav Krull
- 1852–: Johann Ernst Georg Daniel Krull
- ~1876–1907: Hermann Krull
- 1907–: Otto (Anton Eduard Wilhelm) von Gruben
- 1984–: Otto von Gruben

### Einwohnerentwicklung
| Jahr | Einwohner          |
| ---- | ------------------ |
| 1791 | 2 Feuerstellen     |
| 1824 | 3 Feuerstellen     |
| 1848 | 12 Leute, 2 Häuser |
| 1871 | 20 Leute, 2 Häuser |
| 1885 | 15 Leute, 2 Häuser |
| 1905 | 11 Leute, 2 Häuser |

### Religion
Sunde ist evangelisch-lutherisch geprägt und gehört zum Kirchspiel der Martinskirche in Oldendorf. Für die katholische Minderheit ist die St.-Michaelskirche in Bremervörde zuständig, die seit dem 1. September 2010 zur Kirchengemeinde Heilig Geist in Stade gehört.

## Sonstiges
Für Sunde ist die Freiwillige Feuerwehr Oldendorf mit zuständig.